# Zdeněk Hošek
Zdeněk Hošek (* 7. října 1948 Praha) je český sochař, malíř a medailér. Žije a tvoří v Květnici u Prahy.

## Život
Zdeněk Hošek studoval v letech 1964–1968 na Střední odborné škole výtvarné v Praze a následně v letech 1968–1974 na Vysoké škole uměleckoprůmyslové v Praze v sochařských ateliérech prof. Jana Kavana a Josefa Malejovského. Po absolvování školy se stal sochařem a malířem ve svobodném povolání a současně působil krátce jako asistent na VŠUP v sochařském ateliéru.

## Dílo
Po absolvování se intenzivně rozvíjela jeho sochařská, malířská tvorba i kresba. Modeluje v hlíně a odlévá do bronzu. Jeho dílo má převážně figurální charakter, je inspirováno člověkem i lidským osudem, krásou i tragédií, harmonií i napětím lidské existence.
Zpočátku tvořil drobné plastiky, reliéfy, medaile a plakety. Tématem byla žena, matka, rodina a dítě, ale také expresivní motivy protiválečné, bolest a utrpení. Jeho sochařská tvorba po roce 1975 rozvíjí principy evropské i české nové figurace. 
Podílel se na dořešení památníku v Lidicích. Sousoší Rodina bylo osazeno ve Vojanových sadech (1974), z roku 1976 je socha Hanačka v Olomouci (výška 230 cm). Vítězný byl jeho návrh na pomník Antonína Dvořáka v roce 1982), realizace sochy je z roku 1987 (výška bronzové plastiky bez podstavce je 3,3 m).
Už v těchto letech se aktivně věnoval kresbě a získal cenu na Trienále kresby v Norimberku (1979). Mimo sochařskou tvorbu je i bravurní malíř a vytváří jedinečné akvarely, např. cyklus Slovenská města (2000), Evropská města (2002).  Jedná se o soubor sugestivních vizí i pravdivých vedut.
Kresbě zůstává věrný i v současnosti, přitahuje ho též keramika.

## Galerie

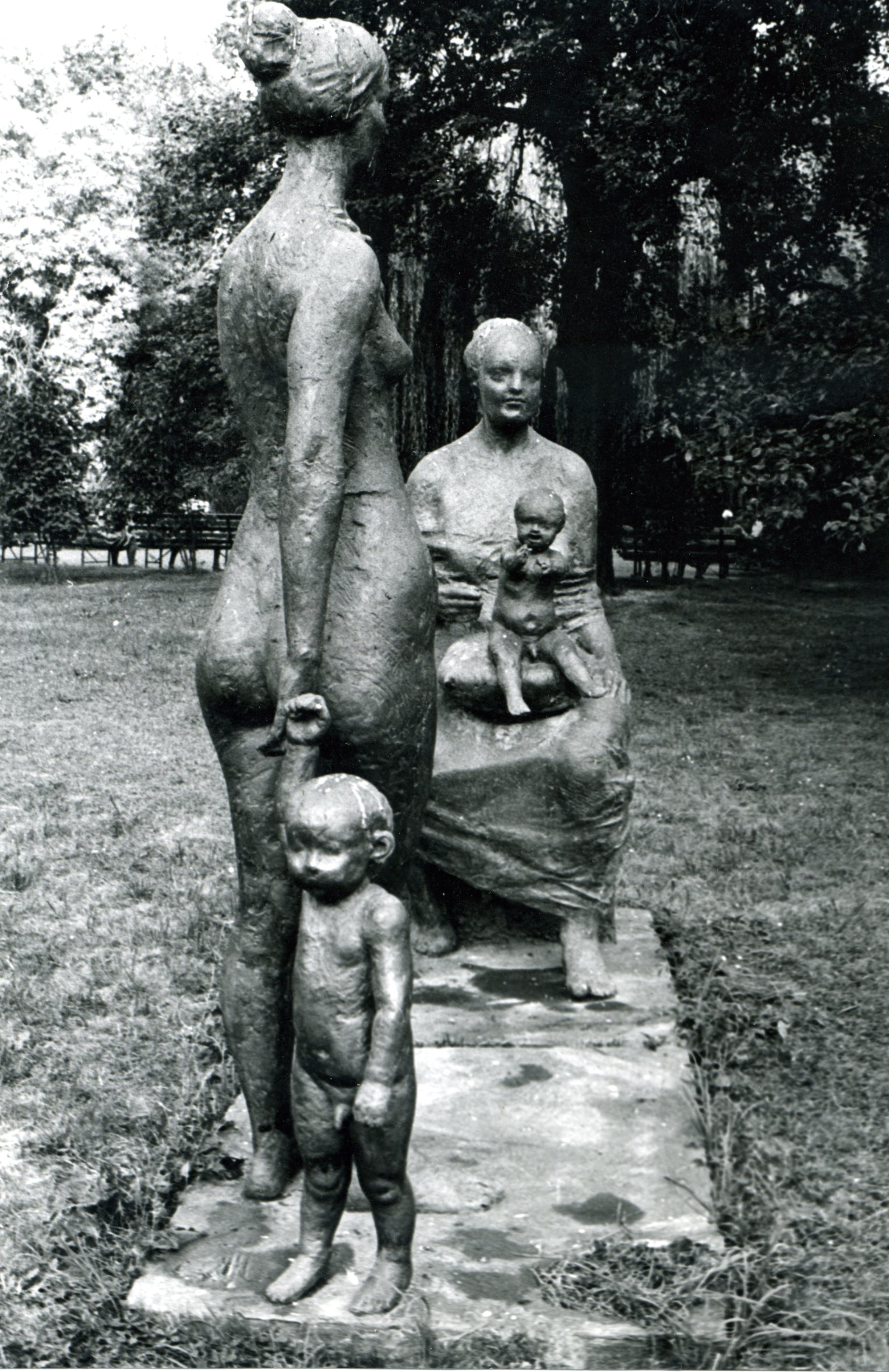
Sousoší Rodina, Vojanovy sady, Praha (1974)
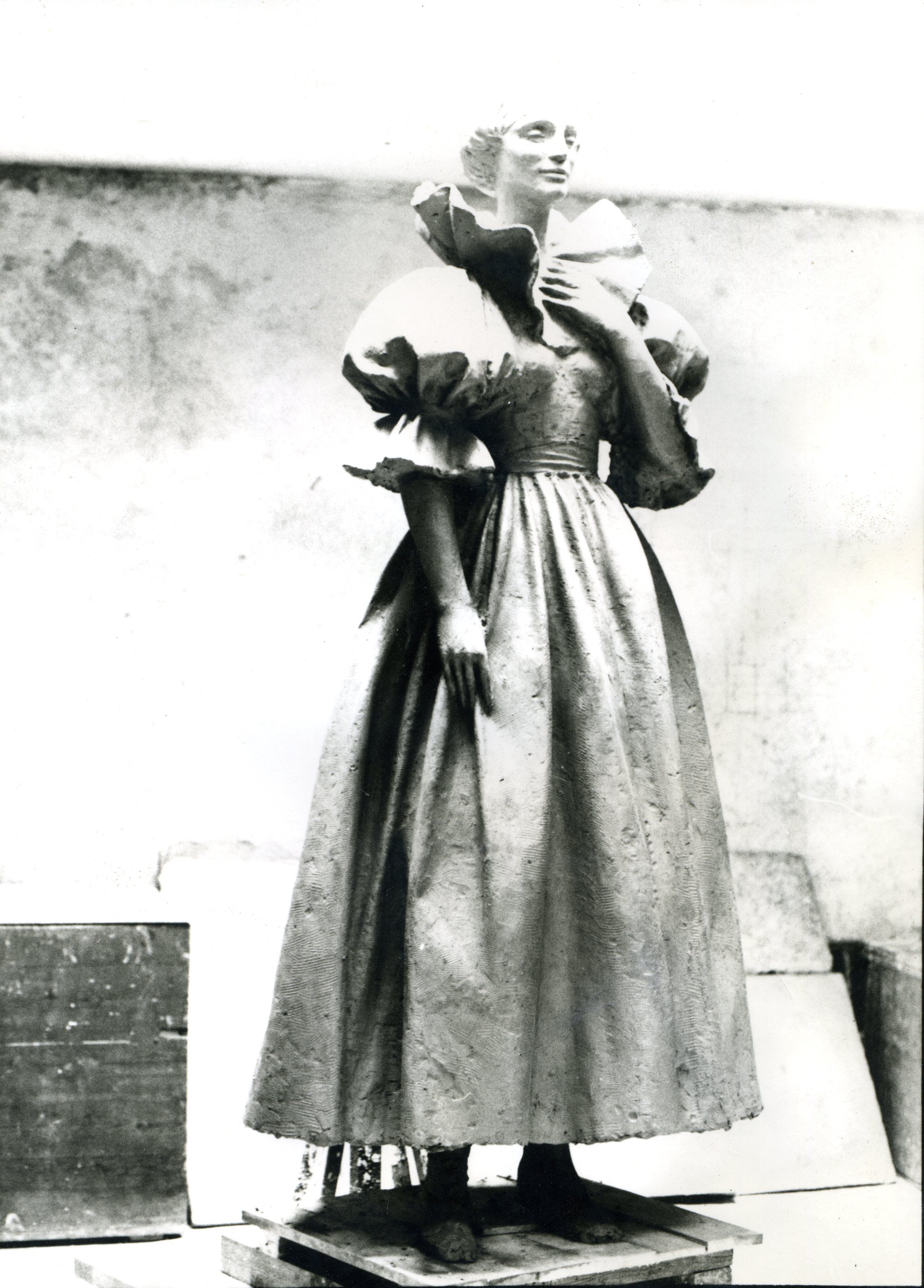
Hanačka, Olomouc (1976)
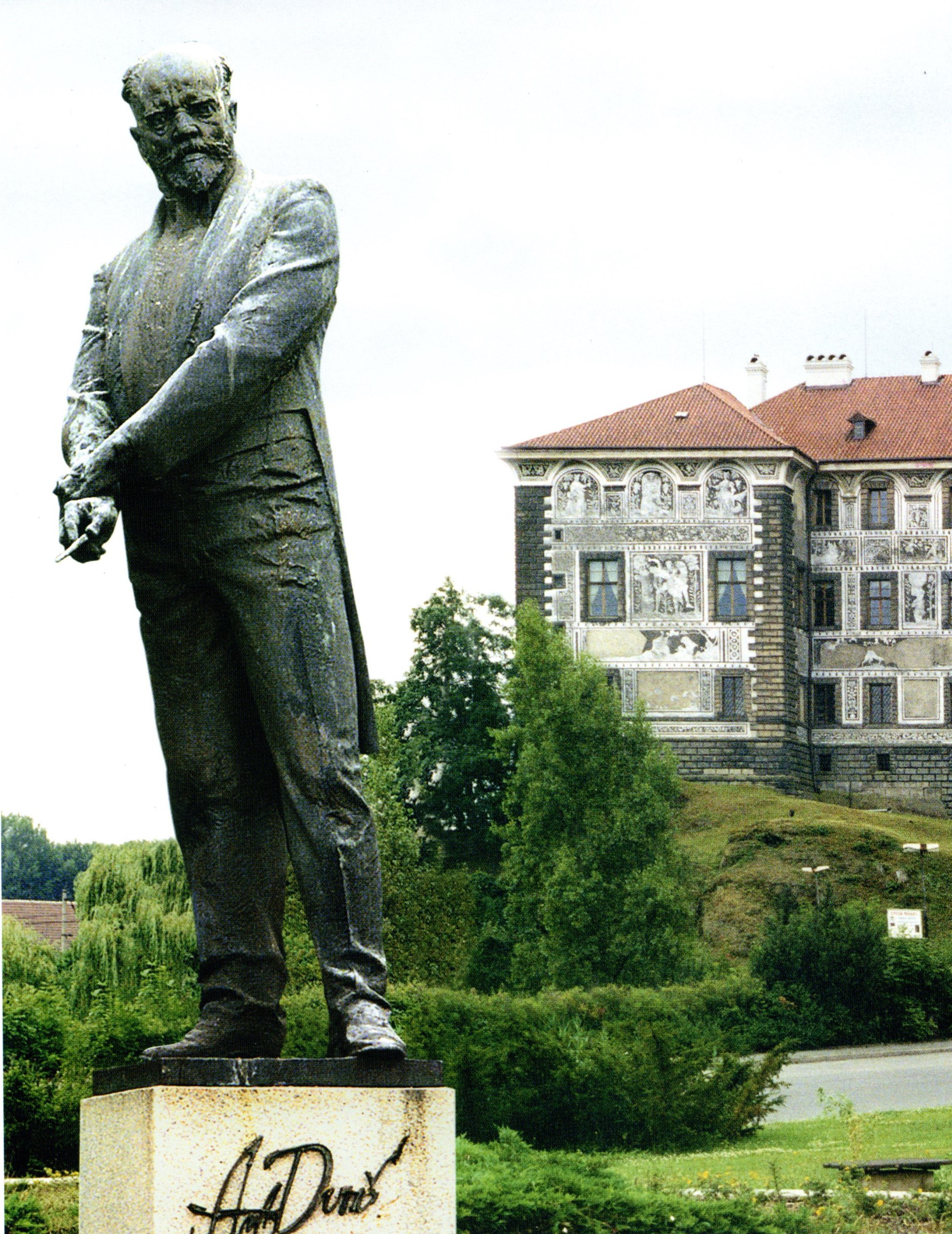
Pomník Antonína Dvořáka v Nelahozevsi (1987)
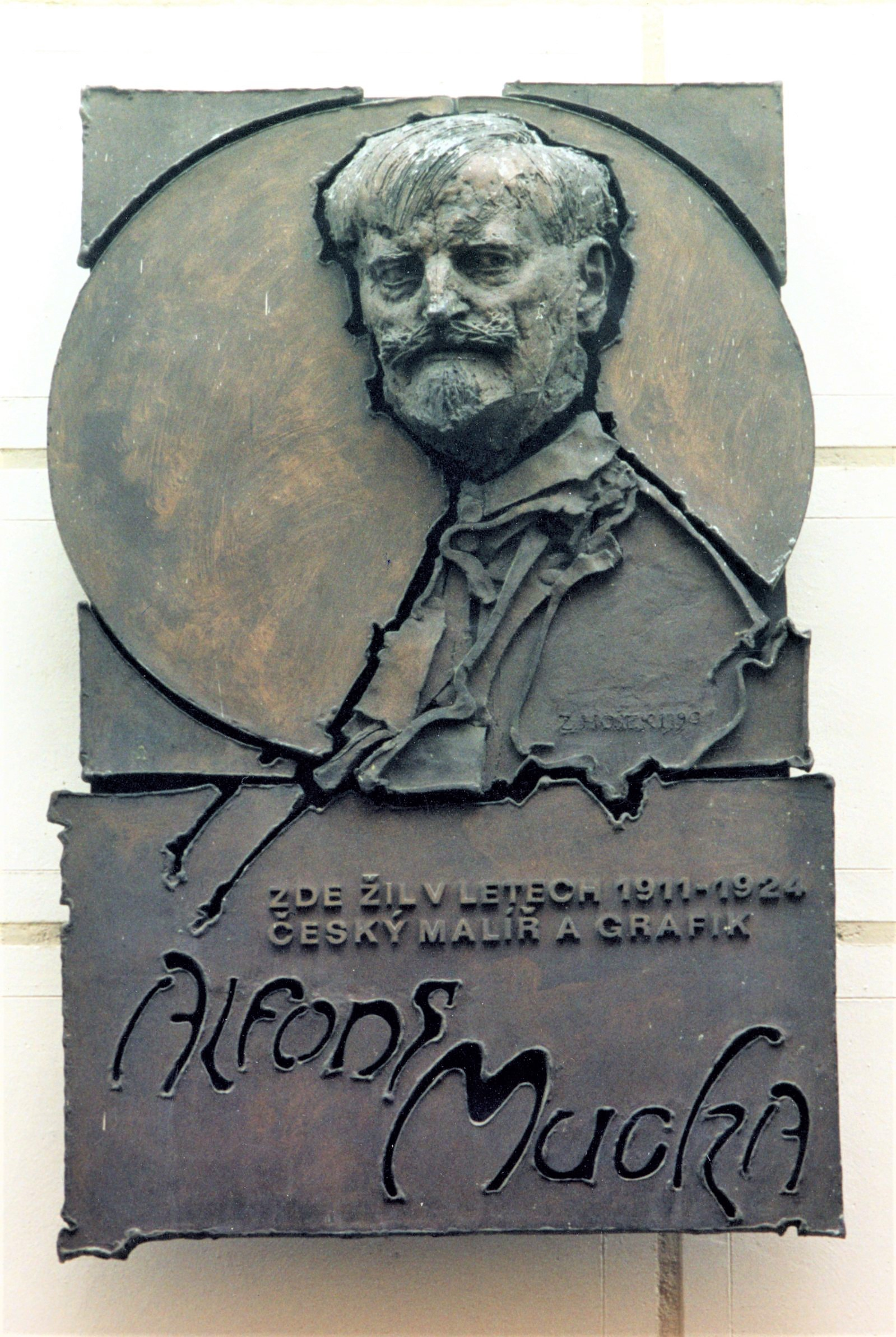
Pamětní deska malíře Alfonse Muchy (1993)